# Glossoloma grandicalyx
Glossoloma grandicalyx är en tvåhjärtbladig växtart som först beskrevs av J.L. Clark och L.E. Skog, och fick sitt nu gällande namn av J.L. Clark. Glossoloma grandicalyx ingår i släktet Glossoloma och familjen Gesneriaceae. Inga underarter finns listade i Catalogue of Life.